# Matthias Duppel
Matthias Duppel (* 4. Mai 1980) ist ein deutscher Schachspieler. Er trägt seit 2001 den Titel Internationaler Meister.

## Leben
Matthias Duppel ist verheiratet mit WIM Tina Duppel geb. Mietzner. Das Paar hat einen Sohn (* 2006).

## Schacherfolge
Als Jugendtrainer betreute er die württembergische Jugendmannschaft bei Ländermeisterschaften (zum Beispiel 2003 in Kassel). In den Jahren 2000 und 2001 war er selber für Württemberg als Spieler Jugendländermeister geworden.
Er spielte für die Schachvereine TSF Ditzingen, SC Untergrombach, VfL Sindelfingen und SC-HP Böblingen. Mit Baiertal Schatthausen und den Stuttgarter Schachfreunden spielte er in der deutschen Schachbundesliga. In der belgischen 1. Liga spielte er für den KSK 47 Eynatten. Er spielte auch im französischen Ligabetrieb.
Im Jahr 2000 gewann er das Böblinger Open und das Tammer Open. 2001 siegte er bei der offenen Böblinger Stadtmeisterschaft und dem 12. Promenadenturnier in Friedrichshafen.
Seine Elo-Zahl liegt bei 2399 (Stand: September 2018), er wird jedoch als inaktiv gelistet, da er seit der Oberliga-Baden-Württemberg-Saison 2013/14 keine Elo-gewertete Partie mehr gespielt hat. Seine bisher beste Elo-Zahl betrug 2455 von April bis September 2001 und von Juli bis September 2002.